# Phaenicophilidae
Phaenicophilidae je čeleď pěvců bez českého jména, která zahrnuje několik endemitních druhů z karibského ostrova Hispaniola.

## Systematika
Ze tří rodů, které se řadí v rámci čeledi Phaenicophilidae, byly rody Microligea a Xenoligea původně řazeny mezi lesňáčkovité (Parulidae), zatímco rod Phaenicophilus mezi tangarovité (Thraupidae). Teprve podrobné fylogenetické studie odhalily blízkou příbuznost všech tří rodů, jež představují novosvětskou radiaci zpěvných ptáků v rámci širšího kladu, jehož zástupci se vyznačují devíti viditelnými ručními letkami na křídlech. Za popisnou autoritu čeledi Phaenicophilidae se pokládá anglický zoolog Philip Lutley Sclater (1886). Čeleď je blízce příbuzná čeledím Nesospingidae a Spindalidae.
Následující seznam druhů shrnuje všechny recentní zástupce, přičemž české názvosloví vychází podle Hudce, 2003:
- lesňáček zelenoocasý (Microligea palustris)
- tangara hispaniolská (Phaenicophilus palmarum)
- tangara haitská (Phaenicophilus poliocephalus)
- lesňáček velkozobý (Xenoligea montana)

## Popis
Zástupci této čeledi představují malé až středně velké pěvce s olivově zbarveným hřbetem a šedavými nebo bělavými spodinami, obecné zbarvení doplňuje „čepička“ na hlavě. Neobjevuje se výrazný pohlavní dimorfismus. Hlava je malá až středně velká, krk je poměrně krátký. Křídla jsou krátká až středně dlouhá, ocas středně dlouhý. Zobák je středně dlouhý, relativně robustní. Končetiny jsou krátké až středně dlouhé, s dobře vyvinutými chodidly.

## Chování
Zástupci čeledi Phaenicophilidae žijí v různých typech biotopů ostrova Hispaniola, od suché křovinné vegetace přes stálezelené listnaté lesy až po horské jehličnaté lesy. Živí se ovocem, hmyzem a semeny. O chování těchto ptáků se však ví pouze málo. Budují si otevřená miskovitá hnízda z malých větviček, listů, stonků, mechu a dalších rostlinných materiálů, a sice asi dva metry nad zemí. Snůšku tvoří dvě až čtyři vajce a o potomstvo pravděpodobně pečují oba členové páru.